# Eutrichota flavicans
Eutrichota flavicans är en tvåvingeart som först beskrevs av Stein 1898.  Eutrichota flavicans ingår i släktet Eutrichota och familjen blomsterflugor. Inga underarter finns listade i Catalogue of Life.